# Caerphilly
Caerphilly (em galês: Caerffili), é uma cidade do sul do País de Gales, localizada no Vale de Rhymney. Tem uma população aproximada de 31.000 habitantes. Fica situada a cerca de 4,8 km dos subúrbios da cidade de Cardiff. A cidade está localizada na região administrativa de Caerphilly (County Borough) e está incluída no condado cerimonial de Gwent.
Caerphilly possui o maior castelo do País de Gales, construído entre 1268 e 1271.
A cidade dá o seu nome ao famoso queijo de Caerphilly.

## Cidades irmãs
- - Ludwigsburg (Alemanha) desde 1960
- - Pisek (República Checa) desde 1994
- - Lannion (França)

## Personalidades que nasceram ou possuem ligação com Caerphilly
- Aaron Ramsey, futebolista
- Tommy Cooper, ilusionista e comediante
- Donald Braithwaite, ex-pugilista
- Leona Vaughan, atriz
- Malcolm Uphill, motociclista
- Sian Evans, cantora
- Manon Carpenter, ciclista
- Roman Jugg, músico

## Ver também

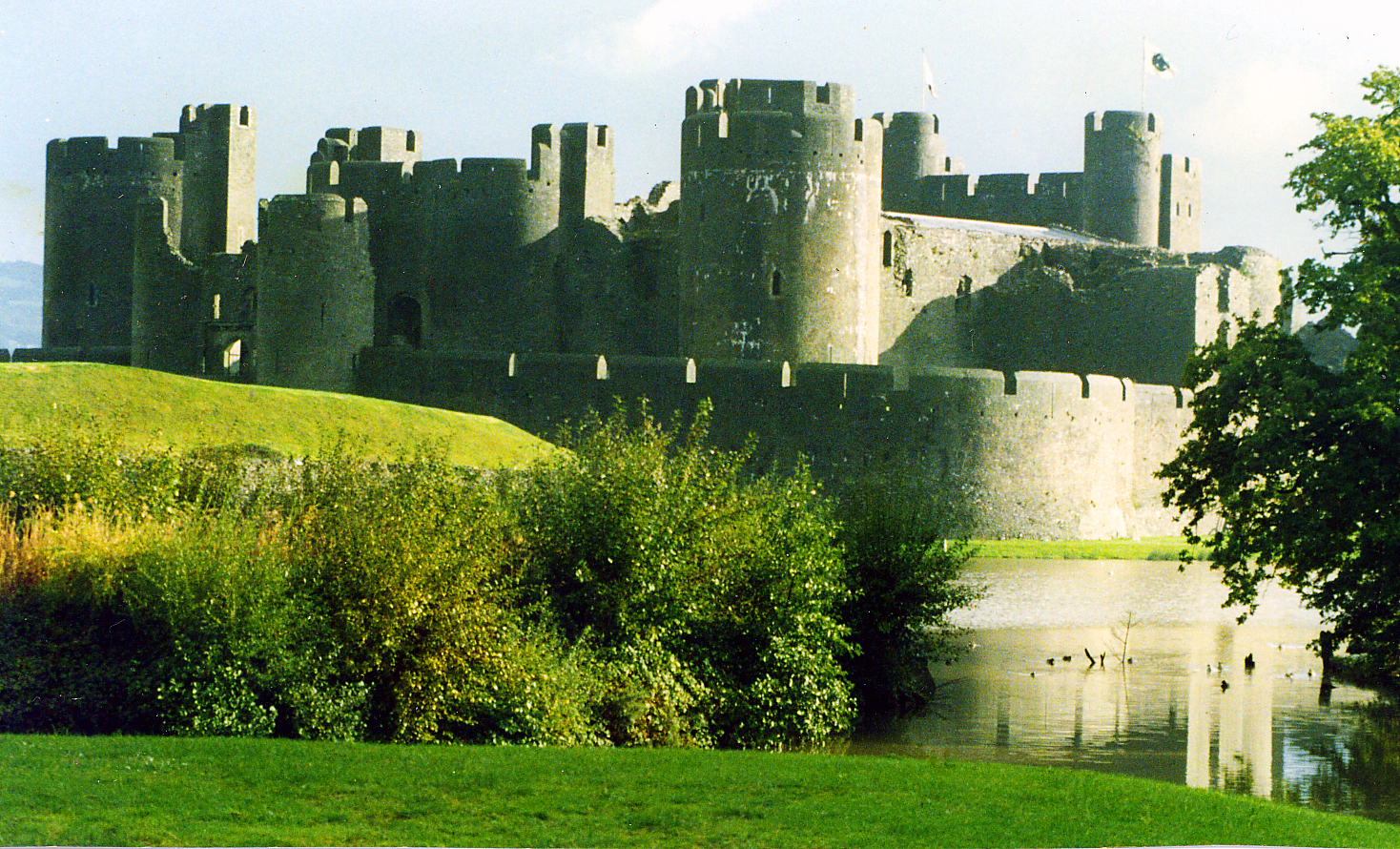
Castelo de Caerphilly